# Kâmpóng Chhnăng
Kâmpóng Chhnăng (khm. ក្រុងកំពង់ឆ្នាំង) – miasto w środkowej Kambodży, nad rzeką Tônlé Sab, stolica prowincji Kâmpóng Chhnăng.
Liczba mieszkańców w 2025 roku wynosiła 75 244.